# Daisendorf
Daisendorf és un poble d'Alemanya que pertany a l'estat de Baden-Württemberg, districte de Bodensee.
Està situat al sud del país a la riba del llac Constança i a prop de les fronteres amb Suïssa i Àustria.
Daisendorf és mencionat per primera vegada al segle viii.
La proximitat dels Alps suïssos i del llac Constança fan de Daisendorf una popular destinació turística.

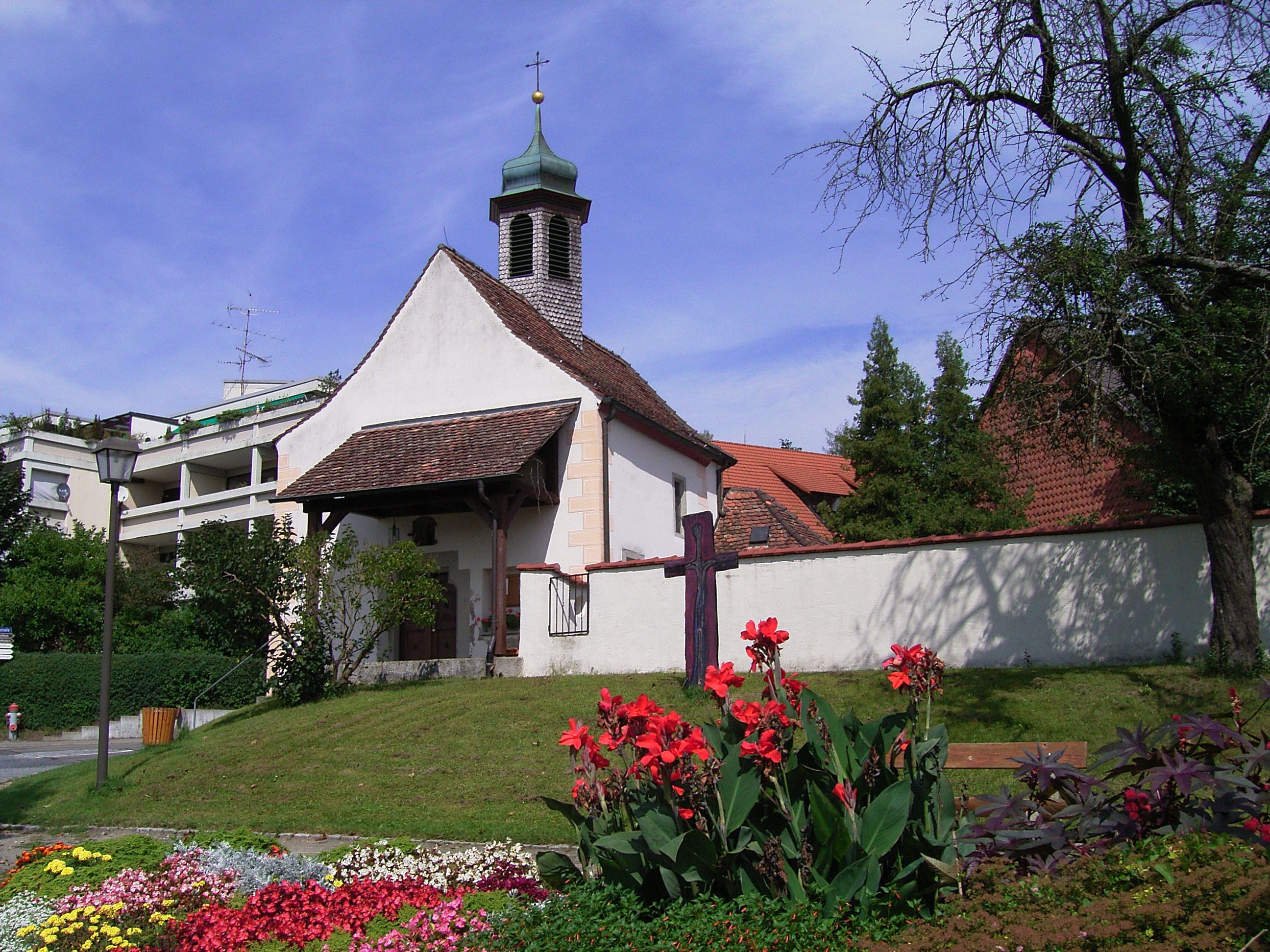
Capella de Sant Martí